# Джеймс Лий Бърк
Джеймс Лий Бърк (на английски: James Lee Burke) е американски писател, автор на бестселъри в жанровете трилър и криминален роман.

## Биография и творчество
Джеймс Лий Бърк е роден на 5 декември 1936 г. в Хюстън, Тексас, САЩ, в семейството на Джеймс Лий, инженер по газоснабдяване, и Франсис Бърк.
В периода 1955-1957 г. учи в Университета на Югозападна Луизиана, но завършва с бакалавърска степен през 1959 г. и магистърска степен по английска филология през 1960 г. Университета на Мисури.
На 22 януари 1960 г. се жени за Пърл Пай Чу. Имат четири деца – Джеймс, Андре, Памела, Алафер. Дъщеря му Алафер също е писателка на криминални романи.
След дипломирането си работи на различни временни места – геодезист в Колорадо през 1961 г., социален работник в Лос Анджелис в периода 1962-1964 г., репортер за вестник в Лафайет през 1964 г., инструктор в Природозащитен център „Job Corps“ къв Националното управление на горите във Френчбърг в периода 1965-1966 г. В следващите години да 1986 г. преподава английски език в колежи и университети – Университета на Югозападна Луизиана, Университета на Южен Илинойс, Университета на Монтана, Колежа Маями-Дейд и Държавния университет в Уичита.
Заедно с работата си пише криминални романи, които многократно биват отхвърляни. Романът му „The Lost Get-Back Boogie“ е отхвърлян 111 пъти преди да бъде публикуван от Университета на Луизиана и номиниран за награда „Пулицър“.
Първият му трилър „Half of Paradise“ (Половината от рая) е публикуван през 1965 г. В следващите 10 години са издадени още няколко негови романа. Трилърът му „Two for Texas“ от 1982 г. е екранизиран през 1998 г. в едноименния телевизионен филм с участието на Крис Кристофърсън и Скот Барстоу.
Големият му успех идва с емблематичната му криминална поредица „Дейв Робишо“. Първият роман от нея „Неонов дъжд“ е идаден през 1987 г. въвежда главният му герой детектива от Ню Орлиънс Дейв Робишо, който разследва най-опасните и трудни престъпления, в които е замесена мафията и ширещата се политическа корупция.
Третият роман от поредицата „Блусът на черните череши“ (1989) е удостоен с наградата „Едгар“ за най-добър криминален роман на годината. През 1989 г. романът му „Sunset Limited“ получава наградата „Голд Дагър“. Много от другите му книги също са номинирани за награди. Два от романите са екранизирани. През 1996 г. по романът „Пленници на небето“ е направен филма „Затворници в рая“ с участието на Алек Болдуин, Кели Линч и Мери Стюарт Мастерсън, а през 2009 г. филмът „Сутрешна мъгла“ с участието на Томи Лий Джоунс, Джон Гудман и Питър Сарсгард.
През 1997 г. е издаден романът му „Cimarron Rose“ от другата му поредица „Били Боб Холънд“, който също е удостоен с наградата „Едгар“ за най-добър криминален роман на годината. В него главен герой и адвокатът Били Холънд, който поема едни от най-трудните случаи и сам излага живота си на опасност разследвайки фактите по съдебните дела.
През 2002 г. е удостоен с литературната награда на Луизиана за траен принос в литературно-интелектуалното наследство на Луизиана. През 2009 г. е удостоен с отличието „Велик майстор“ за цялостната си кариера на Асоциацията на писателите на криминални романи на Америка.
Джеймс Лий Бърк живее със семейството си в Лоло край Мизула, Монтана.

## Произведения

### Самостоятелни романи
- Half of Paradise (1965)
- To The Bright and Shining Sun (1970)
- Two for Texas (1982) – издаден и като „Sabine Spring“
- The Lost Get Back Boogie (1986)
- White Doves at Morning (2002)
- The Jealous Kind (2016)

### Серия „Хакбъри Холънд“ (Hackberry Holland)
1. Lay Down My Sword and Shield (1971)
2. Rain Gods (2009)
3. Feast Day of Fools (2011)
4. Wayfaring Stranger (2014)
5. House of the Rising Sun (2015)

### Серия „Дейв Робишо“ (Dave Robicheaux)
1. The Neon Rain (1987)
Неонов дъжд, изд.” ИК „Мега““, София (1996), прев. Мария Ракъджиева
2. Heaven's Prisoners (1988)
Пленници на небето, изд.: ИК „Слово“, София (1999), прев. Иларион Цонев
3. Black Cherry Blues (1989) – награда „Едгар“
Блусът на черните череши, изд.: ИК „Слово“, София (1999), прев.
4. A Morning for Flamingos (1990)
Препоръки от мафията, изд.: ИК „Атика“, София (2000), прев. Марина Райкова
5. A Stained White Radiance (1992)
Белязания, изд.: ИК „Атика“, София (2000), прев. Румен Христов
6. In the Electric Mist with Confederate Dead (1993)
7. Dixie City Jam (1994)
8. Burning Angel (1995)
9. Cadillac Jukebox (1996)
10. Sunset Limited (1998) – награда „Златен кинжал“
11. Purple Cane Road (2000)
Тръстиковият път, изд.: ИК „Бард“, София (2001), прев. Любомир Николов
12. Jolie Blon's Bounce (2002)
13. Last Car to Elysian Fields (2003)
14. Crusader's Cross (2005)
15. Pegasus Descending (2006)
16. The Tin Roof Blowdown (2007)
17. Swan Peak (2008)
18. The Glass Rainbow (2010)
19. Creole Belle (2012)
20. Light of the World (2013)

### Серия „Били Боб Холънд“ (Billy Bob Holland)
1. Cimarron Rose (1997) – награда „Едгар“
2. Heartwood (1999)
3. Bitterroot (2001)
4. In The Moon of Red Ponies (2004)
Знакът на звяра в Мисула, изд.: ИК „Прозорец“, София (2005), прев. Светлозар Николов

### Сборници
- The Convict (1985)
- Jesus Out to Sea (2007)

### Документалистика
- Ohio's Heritage (1989)

### Екранизации
- 1996 Затворници в рая, Heaven's Prisoners – по романа „Пленници на небето“
- 1998 Two for Texas – ТВ филм, по романа
- 2009 Сутрешна мъгла, In the Electric Mist – по романа „In the Electric Mist with Confederate Dead“
- 2015 Winter Light – по разказ